# Lake Eyre
Lake Eyre er Australiens største Sø (9.500 km²), når den er fyldt, hvilket sker sjældent.
Søbredden er det lavest beliggende sted i Australien med 15 meter under havoverfladen.
- Wikimedia Commons har flere filer relateret til Lake Eyre

28°24′22″S 137°17′47″Ø / 28.406°S 137.2963°Ø